# Sandra Lyng Haugen

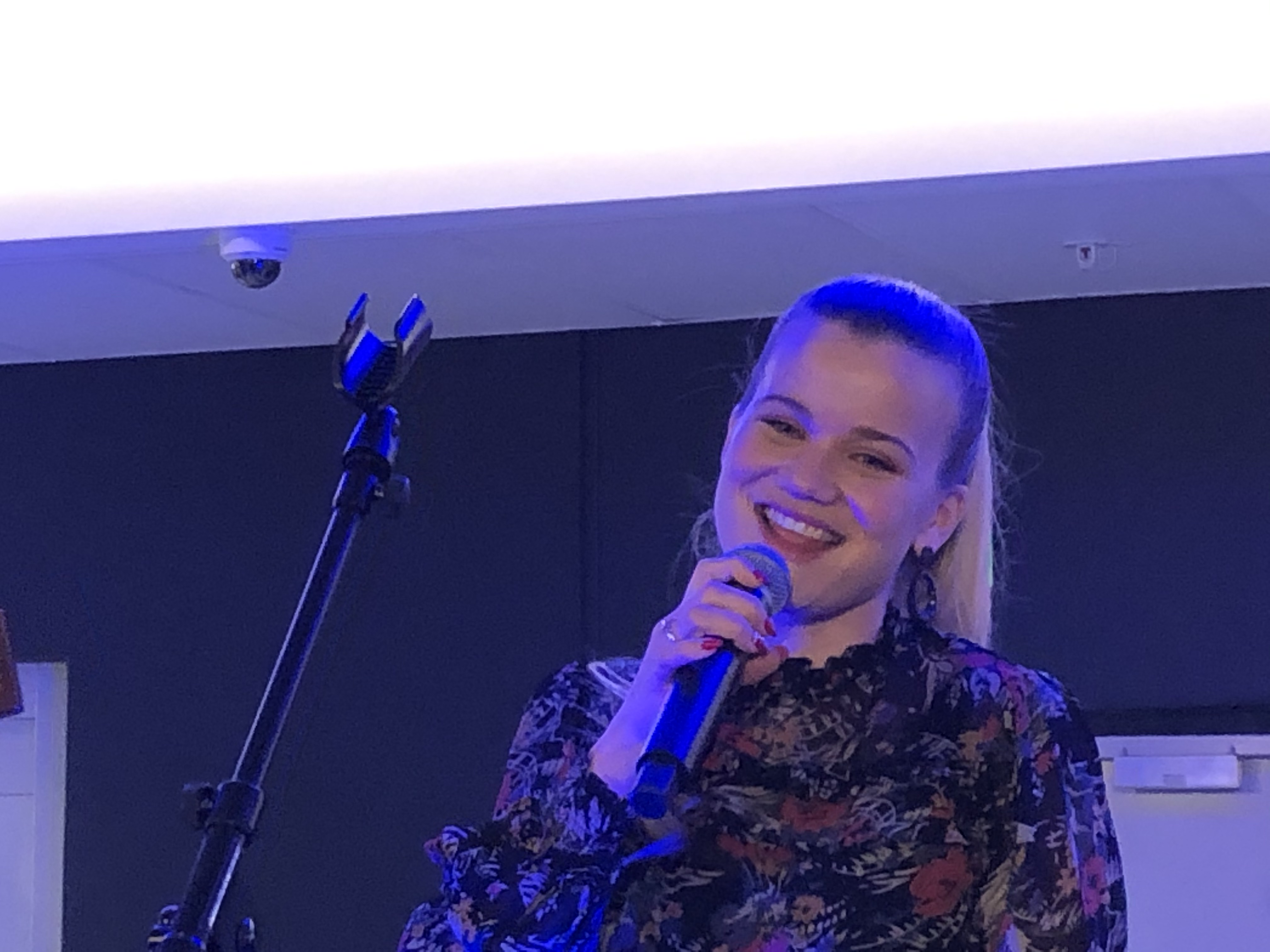
Sandra Lyng durante un concierto en el Kuben Senter de Hønefoss el 12 de diciembre de 2019.

Sandra Lyng Haugen 18 de abril de 1987, Mosjøen, Nordland, Noruega) es una cantante de pop y presentadora noruega.
Sandra Lyng Haugen saltó a la fama después de su participación en el reality show Idol, versión noruega de American Idol o La Academia. A pesar de no haber ganado, consiguió un contrato para la grabación de su disco como solista. Lyng Haugen llamó la atención por ser de los pocos cantantes noruegos que graban en su lengua materna, el noruego. La mayoría de los cantantes de este país graban en inglés con la intención de llevar su música más allá del mercado escandinavo, por ejemplo M2M, A-ha, Aqua, etcétera. 
A raíz de su éxito comercial, también ha trabajado en diversos programas de televisión en Noruega. Entre otros ha conducido el programa Idol en 2006 (en el que ella misma fue concursante), y el programa Isdans (competencia de celebridades de patinaje sobre hielo) en 2007.

## Discografía
- (2005) - Døgnvill (Jet lag)